# Campofranco

Localització de Campofranco

Campofranco (sicilià Campufrancu) és un municipi italià, dins de la província de Caltanissetta. L'any 2007 tenia 3.631 habitants. Limita amb els municipis d'Aragona (AG), Casteltermini (AG), Grotte (AG), Milena i Sutera

## Administració
| Període | Identitat         | Partit        |
| ------- | ----------------- | ------------- |
| 2007-   | Calogero Mazzarra | Llista cívica |